# Bartholomew Ogbeche
Bartholomew Ogbeche (ur. 1 października 1984 w Ogoji) – piłkarz nigeryjski grający na pozycji napastnika. Nosi przydomek „Batho”. Posiada także obywatelstwo francuskie.

## Kariera klubowa
Ogbeche pochodzi z miasta Ogoja, leżącego w stanie Cross River w południowej Nigerii. Jest wychowankiem klubu Lobi Stars, ale w młodym wyjechał z rodzicami do Francji. Mając 15 lat trafił do zespołu Paris Saint-Germain. W 2001 roku został włączony do drugiej drużyny PSG, ale dobre występy sprawiły, że trener Luis Fernández awansował go do pierwszego teamu, grającego w Ligue 1. Zadebiutował w jej rozgrywkach nie mając ukończonych 17 lat 22 września 2001 w zremisowanym 0:0 domowym meczu z Montpellier HSC. Miesiąc później zdobył swoją pierwszą bramkę w lidze – 25 listopada w wygranym wyjazdowym meczu z FC Nantes, a paryżanie wygrali ten mecz 2:1. Po zakończeniu sezonu, w którym PSG zajęło 4. miejsce, Ogbeche uznano za objawienie rozgrywek. Spowodowało to także, że z paryskim zespołem w trakcie rozgrywek pożegnał się Nicolas Anelka, który odszedł do Liverpoolu. Sezon 2002/2003 nie był już tak udany jak poprzedni. Ogbeche nie miał tak pewnej pozycji w PSG i zagrał tylko w 18 meczach i zdobył jednego gola w zremisowanym 1:1 meczu z FC Sochaux-Montbéliard. W sezonie 2003/2004 grał tylko w rundzie wiosennej, najczęściej jako zmiennik i w ogóle nie zdobył gola w barwach PSG. Zimą wypożyczono go więc do Bastii. W Bastii rozegrał 15 meczów i grał w pierwszym składzie. Zdobył też 2 bramki, które pomogły zespołowi z Korsyki w uniknięciu degradacji do Ligue 2 – Bastia zajęła 17. pozycję. Latem Ogbeche wrócił do Paryża, ale znów nie grał wiele – tylko 1 gol w 5 meczach – i w połowie sezonu został ponownie wypożyczony, tym razem do FC Metz. W kwietniu 2005 zdobył zwycięskiego gola w wyjazdowym meczu z SM Caen, ale jak się potem okazało był to jego jedyny gol w barwach Metz. W czerwcu skończył mu się kontrakt z PSG i na zasadzie wolnego transfery wyjechał do Zjednoczonych Emiratów Arabskich i tam został piłkarzem Al-Jazira Club z miasta Abu Zabi. Tam odzyskał skuteczność i w lidze zajął z tym zespołem 3. miejsce i po sezonie wrócił do Europy. W sezonie 2006/2007 był zawodnikiem klubu Segunda División, Deportivo Alavés. Po udanym sezonie na zapleczu La Liga zainteresowanie Ogbeche wyraził Real Valladolid, do którego Ogbeche dołączył w lecie 2007 roku. Następnie grał w Cádiz CF, Kawali, Middlesbrough, Xerez CD i SC Cambuur. W 2016 trafił do Willem II Tilburg. W 2018 roku odszedł do indyjskiego NorthEast United FC.
| Sezon   | Klub                | Kraj                         | Rozgrywki              | Mecze | Bramki |
| ------- | ------------------- | ---------------------------- | ---------------------- | ----- | ------ |
| 2000    | Lobi Stars          | Nigeria                      | Nigeria Premier League | ?     | ?      |
| 2001/02 | Paris Saint-Germain | Francja                      | Ligue 1                | 21    | 4      |
| 2002/03 | Paris Saint-Germain | Francja                      | Ligue 1                | 18    | 1      |
| 2003/04 | Paris Saint-Germain | Francja                      | Ligue 1                | 13    | 0      |
| 2003/04 | SC Bastia           | Francja                      | Ligue 1                | 15    | 2      |
| 2004/05 | Paris Saint-Germain | Francja                      | Ligue 1                | 5     | 1      |
| 2004/05 | FC Metz             | Francja                      | Ligue 1                | 12    | 1      |
| 2005/06 | Al-Jazira Club      | Zjednoczone Emiraty Arabskie | UAE League             | 16    | 5      |
| 2006/07 | Deportivo Alavés    | Hiszpania                    | Segunda División       | 37    | 7      |
| 2007/08 | Real Valladolid     | Hiszpania                    | Primera División       | 13    | 1      |
| 2008/09 | Real Valladolid     | Hiszpania                    | Primera División       | 16    | 1      |
| 2009/10 | Cádiz CF            | Hiszpania                    | Segunda División       | 28    | 9      |
| 2010/11 | AO Kawala           | Grecja                       | Superleague Ellada     | 19    | 1      |
| 2011/12 | Middlesbrough F.C.  | Anglia                       | Championship           | 16    | 3      |
| 2012/13 | Xerez CD            | Hiszpania                    | Segunda División       | 8     | 1      |
| 2013/14 | SC Cambuur          | Holandia                     | Eredivisie             | 10    | 2      |
| 2014/15 | SC Cambuur          | Holandia                     | Eredivisie             | 31    | 13     |
| 2015/16 | SC Cambuur          | Holandia                     | Eredivisie             | 16    | 9      |
| 2015/16 | Willem II Tilburg   | Holandia                     | Eredivisie             | 4     | 1      |
| 2016/17 | Willem II Tilburg   | Holandia                     | Eredivisie             | 14    | 1      |
| 2017/18 | Willem II Tilburg   | Holandia                     | Eredivisie             | 20    | 10     |
| 2018/19 | NorthEast United FC | Indie                        | Indian Super League    |       |        |

## Kariera reprezentacyjna
Karierę reprezentacyjną Ogbeche zaczynał w młodzieżowych reprezentacjach Nigerii. W marcu 2002 roku selekcjoner pierwszej reprezentacji Festus Adegboye Onigbinde powołał Bartholomew na sparing z Paragwajem w ramach przygotowań do MŚ 2002. Mecz ten rozegrany 26 marca był dla Ogbeche debiutem w pierwszej reprezentacji. Dość dobra gra w PSG spowodowała też, że został on ostatecznie włączony do 23-osobowej kadry na mistrzostwa w Korei i Japonii. Tam zagrał 2 mecze – 90 minut z Argentyną (0:1) i 71 minut ze Szwecją (1:2). W kadrze grał do 2004 roku. Rozegrał w niej łącznie 11 meczów i strzelił 3 gole.